# Борхерт, Йохен
Йо́хен Борхе́рт (нем. Jochen Borchert; род. 25 апреля 1940, Нарштедт) — немецкий политик, член Христианско-демократического союза. В кабинете Гельмута Коля в 1993—1998 годах занимал пост министра продовольствия, сельского и лесного хозяйства.

## Биография
Окончив среднюю школу, Йохен Борхерт в 1957—1959 годах изучал сельское хозяйство. В 1960—1961 годах учился в сельскохозяйственном техникуме в Зосте, где и получил специальность аграрного инженера. В 1970 году перенял родительское предприятие в бохумском районе Ваттеншейде и поступил в местный Рурский университет, который окончил с дипломом в 1974 году.
Борхерт является президентом немецкой ассоциации любителей охоты и председателем совета правления общества любителей охотничьих и гончих собак в Кёльне. Также принадлежит наблюдательным советам Dolff Beteiligungs AG, Дюссельдорф (председатель), Сельскохозяйственного страхового общества (LVM), Мюнстер (председатель). А также является председателем наблюдательного совета ряда подразделений группы страховых компаний LVM:
- LVM-Lebensversicherungs AG — страхование жизни
- LVM-Pensionsfond AG — пенсионный фонд
- LVM-Rechtsschutzversicherungs AG — страхование в целях оказания правовой защиты
- LVM Krankenversicherungs AG — страхование на случай болезни.

Йохен Борхерт состоит в браке, у него двое детей. Его жена, Ингрид Борхерт — член городского совета Бохума. Дочь, журналистка Катарина Борхерт — главный редактор сайта DerWesten.de.

## Партийная принадлежность
С 1965 года Борхерт является членом ХДС. В 1977—2000 годах был председателем окружной фракции ХДС Бохума, с 2000 года — почётный председатель. В 1993—2003 годах был председателем евангелической рабочей группы фракции ХДС / ХСС.

## Депутатская деятельность и государственные должности
В 1976—1981 годах Борхерт входил в состав городского совета Бохума. Членом немецкого бундестага являлся с 1980 года, всегда проходил по спискам от Северного Рейна—Вестфалии. В 1989—1993 годах был бюджетным представителем фракции ХДС / ХСС бундестага.
21 января 1993 года Борхерт был приглашён в состав федерального правительства Коля на должность министра продовольствия, сельского и лесного хозяйства. После выборов в бундестаг 1998 года 26 октября выбыл из состава федерального правительства.